# Revere (Missouri)
Revere è un villaggio degli Stati Uniti d'America, situato nello Stato del Missouri, nella contea di Clark.